# Comuna Domașnea, Caraș-Severin
Domașnea este o comună în județul Caraș-Severin, Banat, România, formată din satele Cănicea și Domașnea (reședința).

## Descriere

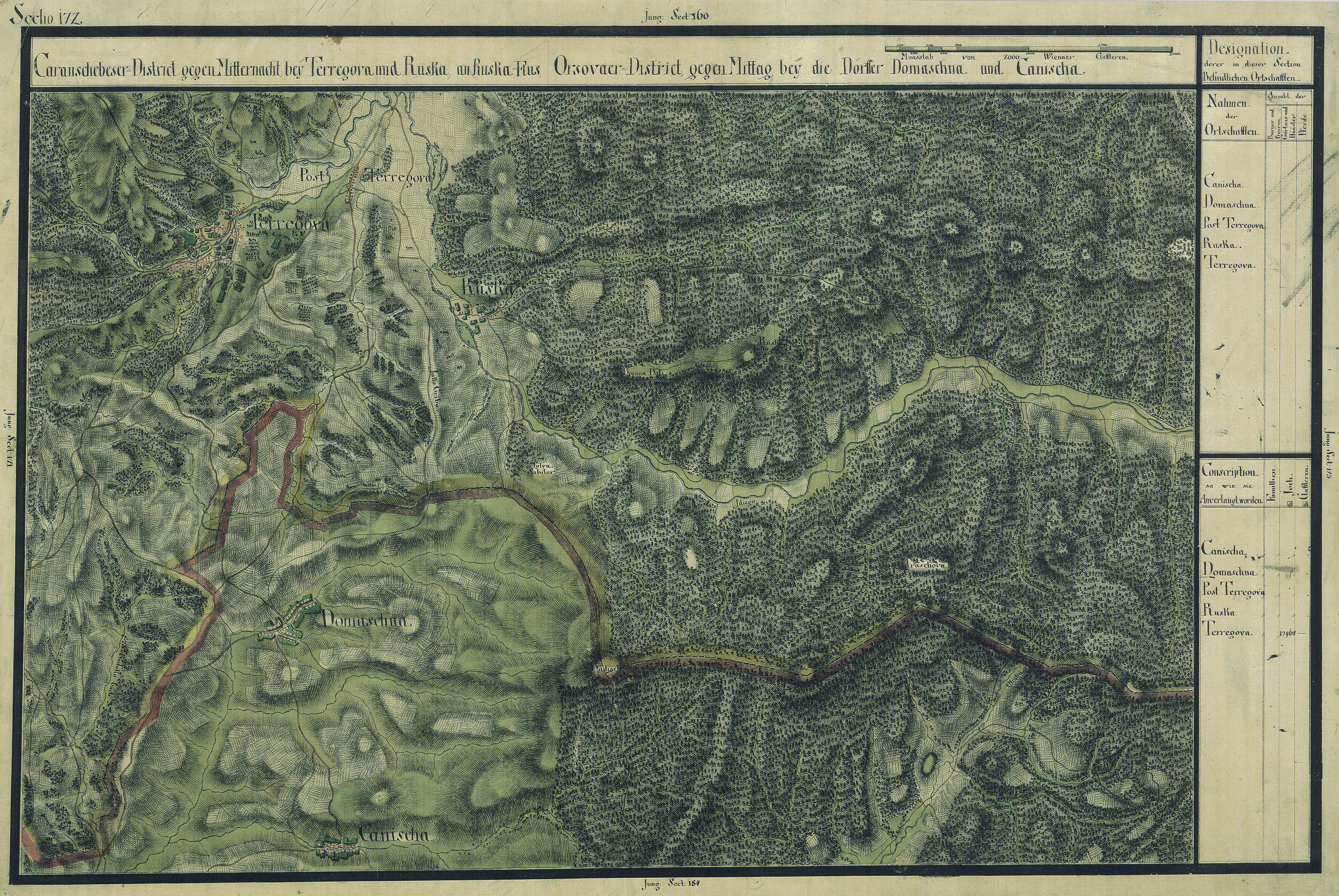
Domașnea în Harta Iosefină a Banatului, 1769-72

Domașnea se află la o altitudine de 492 m. Așezată în sud-vestul țării, în partea de sud-est a județului Caraș-Severin, în nordul depresiunii Domașnea-Mehadia din culoarul depresionar Timiș-Cerna.
Domașnea se întinde pe o vatră formată din 64 ha. având ca vecini: Teregova la Nord, Rusca la Nord-Est, Cornereva la Est, Cornea la Sud, Mehadica la Sud-Vest și Luncavița la Vest. Față de municipiul reședința de județ, Reșița, Domașnea e situată la o distanță de aproximativ 90 km, iar față de cele mai apropiate orașe, 45 km de Caransebeș și respectiv 25 km de stațiunea Băile Herculane.
Numele de Domașnea vine din limba slavă, cuvântul "Domasch" însemnând casă, casnic, blând, locuință, domiciliu dar atribuindu-se însă sufixul [(n)ia] de origine latină, acesta din urmă îi stabilește paternitatea romană, latinescul "Domus", având același înțeles cu "Domașch"-ul slav pe care l-au îmbrățișat sătenii din considerente de ordin fonetic.
Potrivit unui document publicat de istoricul maghiar Frigzes, s-a crezut că vechimea Domașnei se poate stabili începând din anul 1436. Dar, cercetările mai noi, în special cele făcute de Dr. Dimitrie Roman, au scos la iveală un document din care se poate stabili că un grup de case există în hotarul satului încă din anul 159 e.n. Documentul constă dintr-o diplomă militară. Într-adevăr, cu ocazia construirii de către autoritățile austriece în graniță militară bănățeană, în anul 1928, a șoselei Orșova-Caransebeș a fost dezgropată fundația unui șanț român de 40 x 34 m, unde s-a găsit o tăblița din bronz în dimensiunea 95 mm lățime, 60 mm înălțime și 0.5 mm grosime, așa numită "tabula honestae missionis", emisă din ordinul împăratului Hadrian la 27 septembrie 159, pe numele ostașului veteran Ivornecus, de origine celtică. Această tăbliță se găsește la muzeul de antichități din Viena, înregistrată sub numărul D. XVII.
În anul 1962, localitatea a fost colectivizată, fiind singura din zonă care a trecut în mod forțat la acest sistem (un aport la această situație aducând și o parte din săteni) și care a avut urmări dezastruoase care au dus la ruinarea agriculturii și a locuitorilor.
Aceasta comună a reprezentat un focar de rezistentă anticomunistă în Banat.
Despre Domașnea se poate spune că este comuna cu cei mai mulți "titrați" pe cap de locuitor din țară, peste 300 de persoane cu studii superioare la cele 500 de case cât are comuna.

### Lăcașuri de cult
- Biserica din Domașnea s-a zidit între anii 1807-1817.

O clădire foarte solidă, la zidirea căreia comandamentul militar grăniceresc a dat concurs nelimitat, a adus chiar un arhitect de la Viena. Nu mai puțin însa au contribuit credincioșii, dintre care unii și-au vândut pământe, numai ca Biserica să poată fi terminată. Biserica a fost zugrăvită în anul 1823 de Dimitrie Popovici iar pictura a fost făcuta de pictorul Dimitrie Turcu din Oravița în anul 1834.
Biserica a fost sființită de către Episcopul Vârșețului, Maxim Minulovici, la 5 iulie 1833 stabilindu-se cu această ocazie și Hramul Bisericii, Sfântul Atanasie al Atonului. Se împrejmuiește avlia și în anul 1881 se acoperă cu aramă, turla Bisericii și se fixează în turlă un ceas cu patru cadrane. Se instalează de asemenea cele două clopote mari. Sculptura, tablourile de la Iconostas și Tronul Arhieresc s-au făcut în anul 1864. După reactivarea Episcopiei Caransebeșului, Biserica este cercetată de întaiul Episcop, Ioan Popasu.
În anul 1932, profesorul Nicolae Iorga declară Biserica, Monument Istoric Național. La 27 aprilie 1899, sub conducerea preotului George Pepa, Consiliul parohial achiziționează un teren pe care în anul 1906 se începe construcția Casei parohiale din Domașnea. Lucrările sunt continuate de către Preotul Simion Răzvan până în anul 1908 când construcția este terminată. La 9 mai 1940, printr-o adresă a primăriei comunei, semnată de primarul satului, Ioan Horescu, și de notarul Sigmund Fronhoffer, Consiliul parohial este rugat să cedeze clădirea școlii din localitate, fapt împlinit. Astfel, Școala Elementară din Domașnea funcționează, fără întrerupere, în interiorul Casei parohiale în perioada 1940-1972. Începând cu anul 1972, în casa parohială se instalează Primăria comunei, poșta, telefoanele și diverse alte instituții sau firme.
Clădirea casei parohiale, confiscată în anul 1949, este retrocedată Bisericii prin sentința Curții de Apel din Timișoara, nr. 945 din 15 februarie 2001, după un proces în care primarul de atunci al comunei, Petru Lozici, în mod rușinos, s-a împotrivit cu încăpățânare acestui act.
Cimitirul satului, care adăpostește osemintele a mii de strămoși, primește în dar în anul 1947 de la părintele Simion Răzvan, Capela. În toamna anului 1966, un grup de credincioși format din: Nistor Iuga, Petru Pepa, Nicolae Galescu, Gheorghe Matica, Pârvu Sitariu, Ștefan Juberean, Petru Pușchiță și Ion Pepa, sub conducerea lui Dimitrie Roman, realizează îngrădirea cimitirului cu sârmă zincată pe o lungime de 400, metri liniari, instalată pe un soclu de beton de 1.30 m înălțime. Se rezonează cimitirul, iar locurile de veci (pentru 6 coșciuge) sunt împărțite sătenilor prin plata unei sume ce varia între 500 si 1000 de lei sau prin prestația unor zile de muncă (cei cu 30 de zile de muncă sau mai mult primeau locul de veci fară plată). S-a lucrat în total 401 zile. Costul lucrărilor s-a ridicat la suma de 84.254 lei, sumă obținută din contribuția sătenilor (35.300, lei) și din concesionarea locurilor de veci (64 de locuri contra sumei de 47.708 lei). Aici trebuie amintit concursul primarului comunei, Iosif Cristescu, care a ajutat proiectul sub toate raporturile, inclusiv cu materiale rezultate din demolări, etc. În același timp s-a construit casa mortuară și s-a ridicat un monument - o cruce din oțel de 6 metri înălțime - pe locul unde a fost primul cimitir al satului între anii 1695-1717.
Prima restaurare a picturii Bisericii s-a executat între anii 1983-1985 de către profesorul Gheorghe Costurin din București, preoți fiind Gheorghe Rădulescu și Dorin Aiușeriu. Costul restaurării a fost de 312.270 lei. Numeroși credincioși au contribuit cu diverse sume de bani la această restaurare.
În anul 1987 se împrejmuiește Biserica, gardul rspectiv costând la acea vreme 68.000 lei, iar în anul 1990, în semn de prețuire a eroilor Revoluției Române, se construiește Crucea din Dealul Domașnei. Toate aceste sume au fost donate de credincioșii Bisericii din Domașnea.
Un aspect indeit îl constituie faptul că biserica parohiei Domașnea are ca ocrotitor pe Sf. Atanasie al Athonului, fiind singura parohie din Eparhie cu acest hram. Documentele menționează că acest hram a fost atribuit de către episcopul sârb Maxim Minulovici, care a binecuvântat biserica în data de 5 iulie 1833, în ziua prăznuirii sfântului athonit.

## Demografie
Componența etnică a comunei Domașnea
     Români (88,79%)
     Alte etnii (0%)
     Necunoscută (11,21%)
Componența confesională a comunei Domașnea
     Ortodocși (87,56%)
     Alte religii (1,14%)
     Necunoscută (11,3%)
Conform recensământului efectuat în 2021, populația comunei Domașnea se ridică la 1.053 de locuitori, în scădere față de recensământul anterior din 2011, când fuseseră înregistrați 1.402 locuitori. Majoritatea locuitorilor sunt români (88,79%), iar pentru 11,21% nu se cunoaște apartenența etnică. Din punct de vedere confesional, majoritatea locuitorilor sunt ortodocși (87,56%), iar pentru 11,3% nu se cunoaște apartenența confesională.

## Politică și administrație
Comuna Domașnea este administrată de un primar și un consiliu local compus din 9 consilieri. Primarul, Ilie Mănescu[*], de la Partidul Național Liberal, este în funcție din octombrie 2020. Începând cu alegerile locale din 2024, consiliul local are următoarea componență pe partide politice:
|  | Partid                          | Consilieri | Componența Consiliului | Componența Consiliului | Componența Consiliului |
|  | ------------------------------- | ---------- | ---------------------- | ---------------------- | ---------------------- |
|  | Partidul Național Liberal       | 3          |                        |                        |                        |
|  | Partidul Social Democrat        | 3          |                        |                        |                        |
|  | Alianța pentru Unirea Românilor | 2          |                        |                        |                        |
|  | Uniunea Salvați România         | 1          |                        |                        |                        |

### Personalități
- Martin Jurchescu (1927 - 1996), matematician, academician, profesor universitar doctor.